# Muráňský hrad
Muráň je rozlohou velmi rozsáhlá zřícenina hradu nad obcí Muráň. Muráň je třetí nejvýše položený slovenský hrad. Z hradu se nabízejí pohledy do velmi hlubokých údolí.

## Poloha
Zříceniny Muráňského hradu se nachází na jihovýchodním okraji Národního parku Muráňská planina. Hrad stojí na vrchu Cigánka (935 m n. m.), jehož dominantní skalní masív, který je biotopem původní flóry a fauny, byl v roce 1984 vyhlášen Ministerstvem kultury Slovenské socialistické republiky národní přírodní rezervací. Obec Muráň leží na křižovatce cest směřujících do Tisovce, Červené Skaly a Revúce, 9 km na severozápad od Revúce.

## Dějiny
Hrad byl postaven jako královský v 13. století na ochranu cesty, vedoucí z Gemeru do Liptova a Zvolena. Díky svým neobyčejně pestrým dějinám patří k nejznámějším gemerským hradům. V roce 1271 se nazývá Mwran, a nevíme jak v té době vypadal, protože byl v první polovině 15. století přestavěn. Je více než pravděpodobné, že už v té době velký prostor jediného nádvoří obklopovala hradební zeď s několika baštami.
Když se Jiskrova a bratřická vojska zmocnila Gemeru, vytvořila si na Muráňském hradě velké shromaždiště. Přibližně ve středu areálu stál palác s kaplí a dalšími obytnými a hospodářskými budovami. Matej Bašo, loupeživý rytíř, je také spojován s dějinami hradu, a to v letech 1529–49, když hrad vlastnil a se svou družinou podnikal výpravy do širokého okolí Malohontu, Gemeru a Spiše, kde přepadal a rabovat panská sídla a vesnice. Vypálil Levoču, Dobšinou a jeho jméno je spojeno i se zničením karteziánského kláštera na Kláštorisku v Slovenském ráji, ale i s tvrdým vykořisťováním poddaných. Císařské vojsko, které vyslal proti němu sněm, hrad v roce 1548 dobylo a Baša zabili při útěku z hradu.
Z dalších majitelů si zaslouží pozornost Séčiové (Széchyové), kteří hrad odkoupili a po roce 1621 i přestavěli. Po zavraždění Juraje Séčiho, se o hrad starala jeho manželka Marie spolu se 4 dcerami. Nejstarší z nich se po ovdovění znovu vdala za Františka Vešelényiho, známého organizátora proticísařského spiknutí v roce 1666. Po jeho smrti vdova (která byla nejen udatná, ale i hezká a říkali jí Muráňská Venuše) hrad bránila a císařská vojska ho dobyla až po 5 dnech. V roce 1720 prodala hrad královská komora Štěpánovi Kohárymu. Jediná dcera posledního Koháryho se provdala za Coburga a ti vlastnili hrad až do roku 1945.
Hrad v 18. století dvakrát vyhořel a koncem 18. století už nebyl obydlený. V roce 1972 byl hrad vyčištěn a od roku 1980 se prováděla postupná nutná údržba hradu.

## Exteriér
Na rozsáhlém nádvoří stálo několik budov. Velké nádvoří obklopovalo opevnění, které sledovalo tvar terénu. Na jeho severovýchodní straně bylo několik kruhových bašt, na západní straně byly hranolové bašty. Jelikož hrad byl těžce přístupný, byl v jedné hranolové baště zbudován výtah. Vstupní věž je gotická, v jejím interiéru je kamenná sedile. Na jedné ze zdí je viditelná renesanční nárožní listová a esovitá sgrafitová ornamentika.
Úprava okolí a pokusy o konzervaci hradních ruin přispěly k čitelnosti jednotlivých budov rozmístěných po rozsáhlém nádvoří. Hrad by však pořádně potřeboval vyčistit od náletové zeleně a samozřejmě zakonzervovat zdi.
V roce 2005 proběhla poměrně rozsáhlá rekonstrukce hradu, v jejímž rámci byly postaveny dvě vyhlídkové plošiny. Také byla zrekonstruována hradní brána.

## Přístup
Východiskem na výstup k hradu je chata Zámok (843 m) v sedle pod hradem. Od ní vede kolem Coburgova památníku z roku 1883 přímo na hrad krátké, ale strmé stoupání po červeně značené cestě. Převýšení z chaty na hrad je asi 90 metrů. Pár desítek metrů před závěrečnou částí výstupu na hrad se nachází malá plošina s památnou deskou bývalému správci CHKO Muráňská planina, který zde zahynul. V těchto místech byl v minulosti vybudován výtah, pomocí kterého byl do hradu dopravován veškerý materiál. Cesta odsud stoupá k místu před vstupní branou do hradu, kde jsou ve skále vytesané pravidelné žlábky, sloužící k upevnění dřevěných trámů pro schody, kterých zde údajně bylo přes 100. K chatě se dá dostat několika způsoby. Nejpřirozenějším je zmiňovaná červená značka, která spojuje hrad s obcí Muráň a cestou na chatu překonává převýšení cca 450 m. Mnohem menší převýšení (935-763/805 = rozdíl 172/130 m - v sedle jsou nedaleko od sebe rozcestníky s dvěma rozdílnými údaji) je třeba překonat po žluté značce ze sedla Predná Hora, začínající u odbočky do stejnojmenné obce, kde je známá protialkoholní léčebna. Jde ovšem o úzkou, kamenitou a místy až překvapivě strmou cestu (pro cyklisty naprosto nesjízdná). Výrazně pohodlnější je dostat se do sedla Predná Hora oklikou po červené, byť delší trase. Další přístupová cesta je modrá značka, přicházející k chatě zpod sedla Javorinka. Je téměř bez převýšení a snadno sjízdná i pro rekreační cyklisty. Od chaty pokračuje souběžně s červenou dolů do obce Muráň. Do seznamu přístupových cest ještě patří červeně značená Rudná magistrála, přicházející tichým údolím z Muránské Huty, která se napojuje na modrou asi 1 km před Veľkou Lúkou. Převýšení z Muránské Huty (703 m) do spojení s modrou je okolo 200 metrů.

## Okolí
Muránska planina je národní park ve stejnojmenném pohoří. Umožňuje svým návštěvníkům množství výletů po krásných turistických stezkách.